# Federazione pallavolistica dello Sri Lanka
La Federazione singalese di pallavolo (eng. Sri Lanka Volleyball Federation, SLVF) è un'organizzazione fondata nel 1951 per governare la pratica della pallavolo nello Sri Lanka.
Organizza il campionato maschile e femminile, e pone sotto la propria egida la nazionale maschile e femminile.
Ha aderito alla FIVB nel 1955.